# Domingos da Guia
Domingos Antônio da Guia noto come Domingos da Guia (Rio de Janeiro, 19 novembre 1912 – Rio de Janeiro, 18 maggio 2000) è stato un calciatore brasiliano.

## Palmarès

### Club

#### Competizioni statali
- Campionato Carioca: 4

Vasco da Gama: 1933
Flamengo: 1939, 1942, 1943

#### Competizioni nazionali
- Campionato uruguaiano: 1

Nacional: 1933
- Campionato argentino: 1

Boca Juniors: 1935

### Individuale
- All-Star Team del mondiale: 1[1]

Francia 1938